# Особенность-ориентированное позиционирование
Особенность-ориентированное позиционирование (ООП, англ. FOP — feature-oriented positioning) — способ прецизионного перемещения зонда сканирующего микроскопа по исследуемой поверхности, при котором особенности (объекты) поверхности используются в качестве опорных точек. В ходе ООП зонд перемещается из начальной точки A поверхности (окрестности начальной особенности) в конечную точку B (окрестность конечной особенности) вдоль некоторого маршрута, проходящего через промежуточные особенности поверхности. Кроме указанного допустимо использование другого названия метода — объектно-ориентированное позиционирование.
Различают ООП “вслепую”, когда координаты особенностей, по которым производится перемещение зонда, заранее неизвестны и ООП по готовой “карте” особенностей, когда относительные координаты всех особенностей известны, например, были получены в ходе предварительного особенность-ориентированного сканирования (ООС). Разновидностью указанных способов является перемещение зонда по навигационной структуре.
Метод ООП может использоваться в нанопроизводстве “снизу вверх” для прецизионного перемещения зонда нанолитографа/наноассемблера по поверхности подложки. Причём, ООП, однажды выполненное по некоторому маршруту, затем может быть точно воспроизведено необходимое число раз. После перемещения в заданную позицию выполняется воздействие на поверхность или манипуляция объектом поверхности (наночастицей, молекулой, атомом). Все операции осуществляются в автоматическом режиме. При наличии грубого позиционера шагающего типа метод ООП обеспечивает прецизионное перемещение зонда по поверхности на неограниченное расстояние. В многозондовых инструментах ООП подход позволяет последовательно применить к особенности/объекту поверхности или к заданной точке окрестности особенности/объекта любое число специализированных технологических и/или аналитических зондов. Указанная возможность открывает перспективу построения сложного нанопроизводства, состоящего из большого числа технологических, измерительных и контрольных операций.